# 김학우
김학우(金鶴羽, 1862년 ~ 1894년 10월 3일)는 조선 후기의 문신이다. 본관은 김해(金海). 시호는 헌민(獻愍)이다. 김홍집 내각에서 갑오개혁을 주도하였고, 이준용 등이 보낸 자객에 의하여 암살되었다.

## 생애
1894년 7월 15일에 법무아문 협판, 같은 해 7월 19일에 법무아문대신 서리에 임명되었다. 1894년 10월 3일 저녁 8시경에 이준용 등이 보낸 자객 전동석(田東錫)과 최형식(崔亨植)에 의하여 암살되었다.